# Bhawana
Bhawana ist eine Stadt in Pakistan auf der Jhang-Chiniot-Straße.